# Domiševina
Domiševina (Servisch cyrillisch Домишевина) is een plaats in de Servische gemeente Brus. De plaats telt 104 inwoners (2002).